# Dileita Mohamed Dileita
Dileita Mohamed Dileita in arabo دليطة محمد دليطة‎? (Tadjoura, 12 marzo 1958) è un politico gibutiano.
Dal marzo 2001 all'aprile 2013 ha ricoperto la carica di Primo ministro di Gibuti, succedendo a Barkat Gourad Hamadou.
È stato vice-presidente del Rassemblement populaire pour le Progrès (RPP), il partito politico di governo fino al 2012. È stato inoltre presidente della Union pour la Majorité Présidentielle, la coalizione di governo. Nel giugno 2014 è stato nominato inviato speciale dell'Unione africana in Libia. 

## Biografia
Dileita è nato nel 1958 nella città costiera di Tadjoura, Gibuti, in una famiglia di etnia Afar. Dopo aver studiato al Cairo e a Reims, si è diplomato nel 1981 preso il "Centre de formation professionnelle" di Médéa, Algeria. 
Dopo il diploma, Dileita è tornato a Gibuti, dove ha lavorato presso la direzione generale del protocollo sotto la presidenza. Successivamente ha lavorato presso l'ambasciata di Gibuti in Francia all'inizio del 1990, venendo nominato ambasciatore in Etiopia nel 1997. Ha rappresentato il Gibuti nell'Organizzazione dell'unità africana, con sede ad Addis Ababa, mentre prestava servizio come ambasciatore in Etiopia, e ha assistito ai colloqui di pace che hanno concluso la guerra del 1998-2000 tra l'Etiopia e l'Eritrea. 
Nel dicembre 1999, Dileita fu incaricato di negoziare un accordo di pace con una fazione del Front pour la Restoration de l'Unité et de la Démocratie (FRUD); i negoziati hanno condotto alla firma di un accordo nel febbraio 2000. È diventato ambasciatore in Uganda a metà del 2000. In seguito alle dimissioni per motivi di salute del primo ministro Barkat Gourad Hamadou nel febbraio 2001, il presidente Ismail Omar Guelleh nominò Dileita primo ministro il 4 marzo 2001. Questi assunse ufficialmente l'incarico il 7 marzo. 
Dileita è stato eletto vicepresidente del Rassemblement populaire pour le Progrès il 3 luglio 2003, succedendo ad Hamadou. Dileita ha guidato la coalizione di governo, l'Union pour la Majorité Présidentielle (UMP), nelle elezioni parlamentari del gennaio 2003, come capolista della coalizione per il distretto di Gibuti. 
Il 21 maggio 2005, Dileita è stato nominato Primo Ministro dopo la rielezione di Guelleh nelle elezioni presidenziali dell'aprile 2005. Un nuovo governo sotto Dileita è stato incaricato il 22 maggio.
Nel 2008, Dileita era il presidente della coalizione UMP, nonché capolista per l'UMP per il Distretto di Gibuti nelle elezioni parlamentari del febbraio 2008. Dopo le elezioni, in cui l'UMP si è aggiudicata tutti i seggi a fronte del boicottaggio del voto da parte dell'opposizione, ha rassegnato le dimissioni da Primo Ministro il 25 marzo 2008. Guelleh lo ha riconfermato prontamente il 26 marzo e ha nominato un nuovo governo sotto Dileita il 27 marzo. 
Dopo che Guelleh ha ottenuto un terzo mandato nelle elezioni presidenziali dell'aprile 2011, ha riconfermato Dileita come primo ministro l'11 maggio 2011. Nonostante la conferma di Dileita in tale posizione vari ministri che avevano fatto parte di suoi precedenti governi sono stati sostituiti. Abdoulkader Kamil Mohamed ha inoltre assunto la vicepresidenza del RPP in sostituzione di Dileita nel settembre 2012, nell'ambito di una vasta riorganizzazione della dirigenza del PPR. 
Il 31 marzo 2013, a Dileita è succeduto Abdoulkader Kamil Mohamed come primo ministro. 
Nkosazana Dlamini-Zuma, presidente della Commissione dell'Unione africana, ha annunciato l'11 giugno 2014 la nomina di Dileita quale inviato speciale dell'Unione africana in Libia. Dileita è stato in seguito a capo della missione di osservatori dell'Unione Africana per le elezioni presidenziali congolesi del marzo 2016.